# 대한민국 형사소송법 제11조
대한민국 형사소송법 제11조는 관련사건의 정의에 대한 형사소송법의 조문이다.

## 조문
제11조(관련사건의 정의) 관련사건은 다음과 같다.
1. 1인이 범한 수죄
2. 수인이 공동으로 범한 죄
3. 수인이 동시에 동일장소에서 범한 죄
4. 범인은닉죄, 증거인멸죄, 위증죄, 허위감정통역죄 또는 장물에 관한 죄와 그 본범의 죄

第11條(關聯事件의 定義) 關聯事件은 다음과 같다.
1. 1人이 犯한 數罪
2. 數人이 共同으로 犯한 罪
3. 數人이 同時에 同一場所에서 犯한 罪
4. 犯人隱匿罪, 證據湮滅罪, 僞證罪, 虛僞鑑定通譯罪 또는 贓物에 關한 罪와 그 本犯의 罪

## 사례
- . 피고인은 무고죄로 기소되어 서울중앙지방법원 단독재판부에 재판 계속(2006고단3591) 중에 있는 상황에서 다시 무고죄로 기소되어 수원지방법원 성남지원 단독재판부(2006고단1276)에서 재판을 받게 되는 경우, 이 두 사건은 피고인 1인이 범한 수죄이기에 형사소송법 제11조의 관련사건이다.

## 판례

### '수인이 공동으로 범한 죄'의 의미
공동정범, 교사범, 종범의 경우뿐만 아니라, 필요적 공범, 공동과실범, 상해의 동시범 등을 의미한다

## 같이 보기
- 경합범
- 공범